# Tom Pryce
Thomas Maldwyn Pryce (Ruthin, 1949. június 11. – Midrand, 1977. március 5.) brit autóversenyző, Formula–1-es pilóta.

## Pályafutása
Trevor Taylor, a Lotus csapat volt tagja tanította Pryce-t a versenyzés alapjaira a Mallory Parkban. Karrierje úgy folytatódott, hogy benevezett a Motor Racing Stables csapat jóvoltából Daily Express Crusader Championshipbe ami egy Lotus 51 típusú versenyautót használó iskolásoknak kiírt versenysorozat volt. A Brands Hatch és Silverstone között váltakozva.
A bajnokság győztese pedig egy Ford Lola T200-at kapott. Pryce a harmadik helyen autózott, amikor eleredt az eső, ez pedig nagyon jól jött neki. Az apja emlékezete szerint Pryce nagyon szeretett esőben autózni. Végül Tom kapta az új autót. Az új autóját a Brands Hatch-hez vitte, megengedték neki hogy otthonában tárolja.
25 évesen Pryce bekerült a legmagasabb pályaautókategóriába, a Formula–1-be. Az első F1-es autója a gyenge Token volt

## Bukósisakja

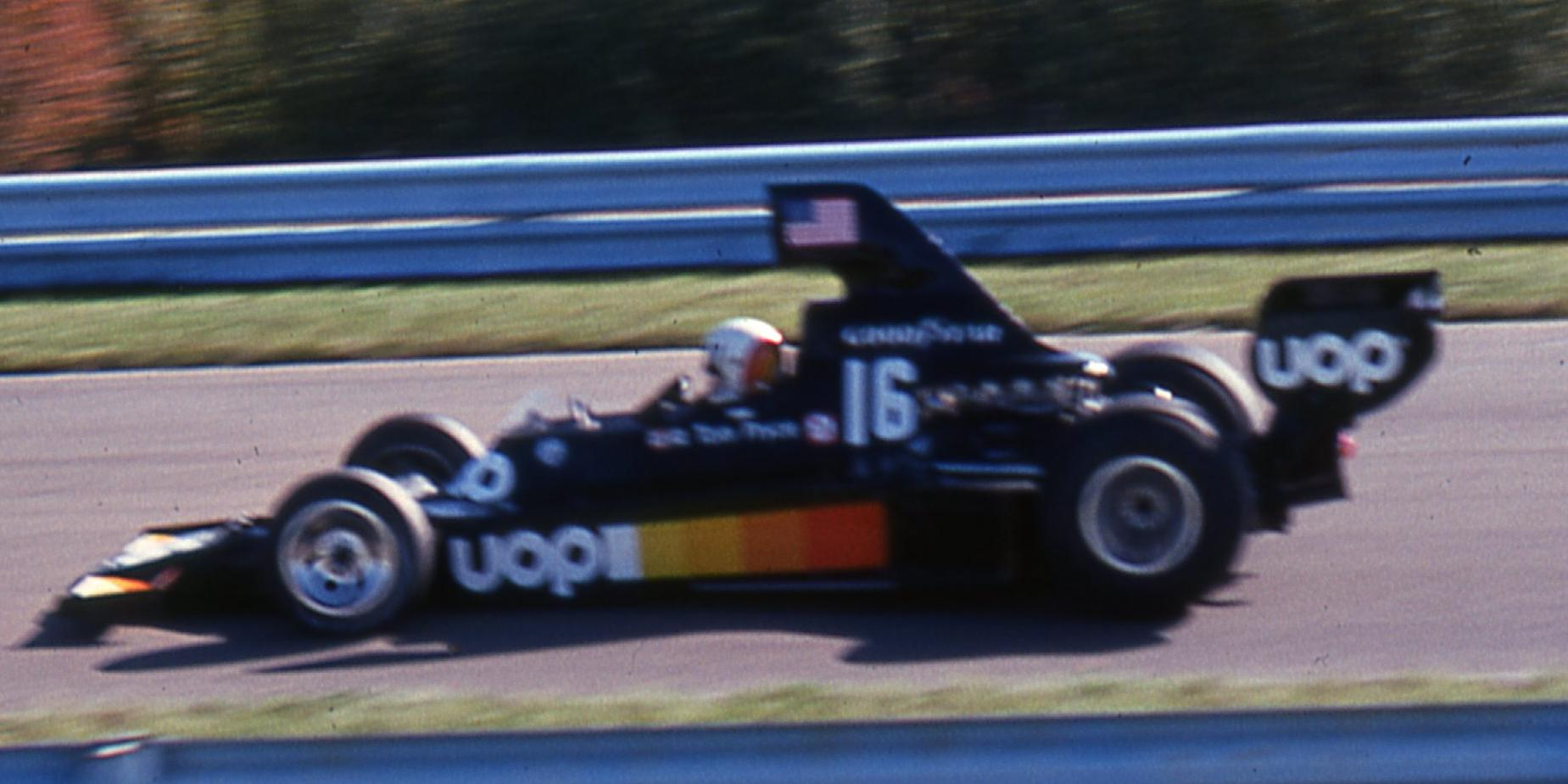
Pryce 1975-ben, Watkins Glenben

Pryce sisakja karrierje elején még tiszta fehér volt. A Castle Combat verseny előtt az édesapja megkérte, hogy valahogy különböztesse meg magát a többi versenyző közül. Tom ezt úgy oldotta meg, hogy öt függőleges fekete csíkot festett a sisakjára. Később ez csak annyit változott hogy amikor 1974-ben bekerült a Formula–1-be egy-egy walesi zászlót tett a sisak oldalára. Reklámként egyedül 1974-ben egy Goodyear felirat került rá. Ezenkívül soha nem volt rajta reklám.

## Családja
Az édesapja Jack Pryce, a Royal Air Force alkalmazottja, édesanyja Gwyneth Pryce. Volt egy bátyja, David Pryce aki gyerekként meghalt. 1973-ban egy otfordi diszkóban megismerkedett egy Fenella nevű nővel, akivel 1975-ben összeházasodott.

## Halála

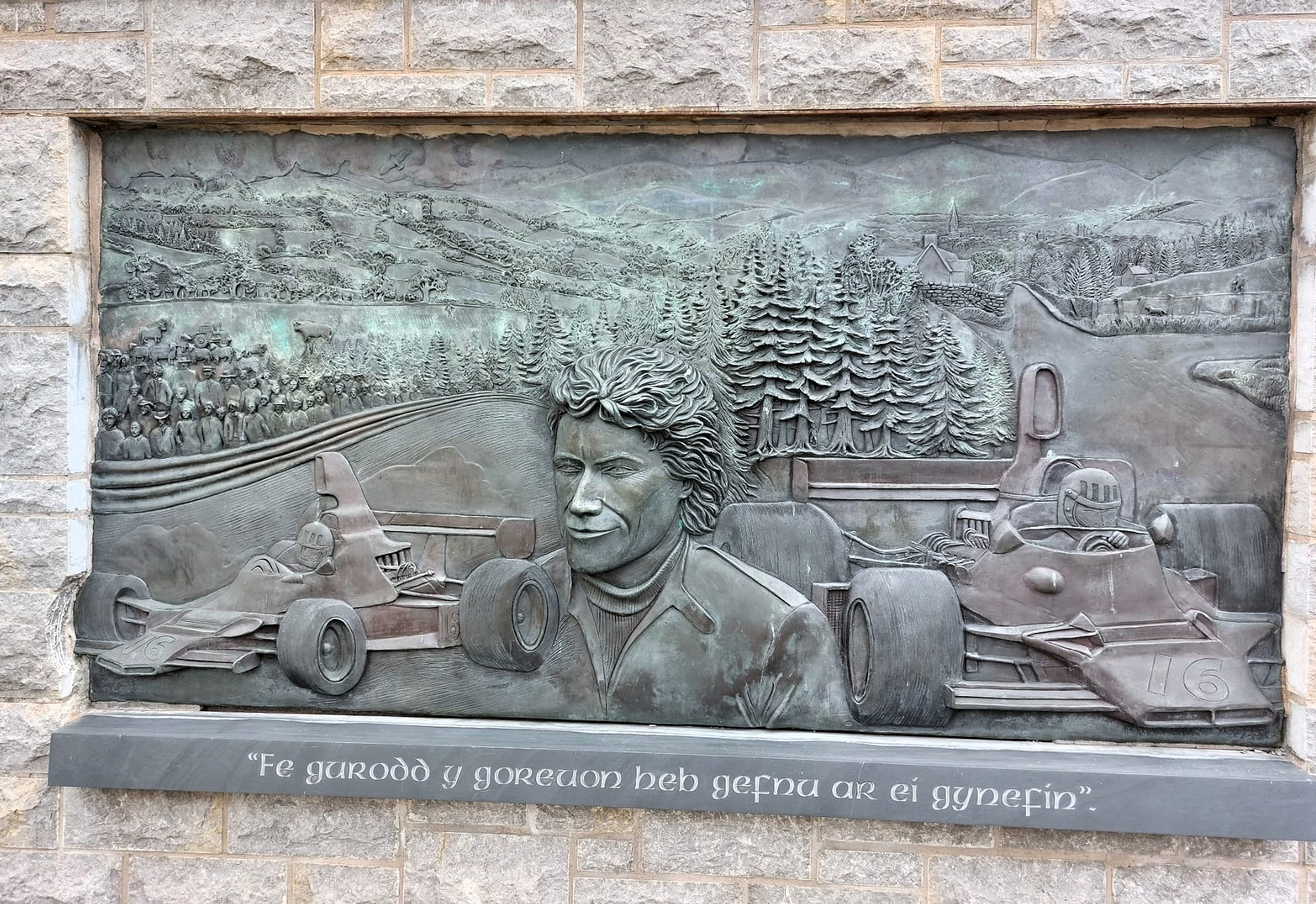
Tom Pryce emlékműve Ruthinban

1977. március 5-én rendezték a Formula–1-es világbajnokság harmadik futamát a dél-afrikai nagydíjat. A verseny 22. körében Renzo Zorzi autója kigyulladt. A lángok eloltására két fiatal pályabíró sietett, akik nem vették figyelembe a célegyenesben haladó autók sebességét. Egyiküket (Marshal Frederick Jansen van Vuuren-t) Tom Pryce már nem tudta kikerülni. Mindketten a helyszínen életüket vesztették, a walesi pilóta halálát a súlyos tűzoltókészülék okozta, amely a fejének csapódott. Autója a célegyenes végén belehajtott Laffite Ligierjébe is, de a francia nem sérült meg.

## Eredményei

### Teljes Formula–1-es eredménylistája
(Táblázat értelmezése)

(Félkövér: pole-pozícióból indult; dőlt: leggyorsabb kört futott) 

| Év   | Csapat       | Modell      | Motor       | 1      | 2      | 3      | 4      | 5      | 6     | 7      | 8      | 9      | 10     | 11     | 12     | 13     | 14     | 15     | 16     | 17  | Helyezés | Pont |
| ---- | ------------ | ----------- | ----------- | ------ | ------ | ------ | ------ | ------ | ----- | ------ | ------ | ------ | ------ | ------ | ------ | ------ | ------ | ------ | ------ | --- | -------- | ---- |
| 1974 | Token Racing | Token RJ02  | Cosworth V8 | ARG    | BRA    | RSA    | ESP    | BEL Ki | MON   | SWE    |        |        |        |        |        |        |        |        |        |     | 18.      | 1    |
| 1974 | UOP Shadow   | Shadow DN3  | Cosworth V8 |        |        |        |        |        |       |        | NED Ki | FRA Ki | GBR 8  | GER 6  | AUT Ki | ITA 10 | CAN Ki | USA Hn |        |     | 18.      | 1    |
| 1975 | UOP Shadow   | Shadow DN3  | Cosworth V8 | ARG 12 | BRA Ki |        |        |        |       |        |        |        |        |        |        |        |        |        |        |     | 10.      | 8    |
| 1975 | UOP Shadow   | Shadow DN5  | Cosworth V8 |        |        | RSA 9  | ESP Ki | MON Ki | BEL 6 | SWE Ki | NED 6  | FRA Ki | GBR Ki | GER 4  | AUT 3  | ITA 6  | USA Hn |        |        |     | 10.      | 8    |
| 1976 | Shadow       | Shadow DN5B | Cosworth V8 | BRA 3  | RSA 7  | USW Ki | ESP 8  | BEL 10 | MON 7 | SWE 9  | FRA 8  | GBR 4  | GER 8  | AUT Ki |        |        |        |        |        |     | 12.      | 10   |
| 1976 | Shadow       | Shadow DN8  | Cosworth V8 |        |        |        |        |        |       |        |        |        |        |        | NED 4  | ITA 8  | CAN 11 | USA Ki | JPN Ki |     | 12.      | 10   |
| 1977 | Shadow       | Shadow DN8  | Cosworth V8 | ARG Hn |        | RSA Ki | USW    | ESP    | MON   | BEL    | SWE    | FRA    | GBR    | GER    | AUT    | NED    | ITA    | USA    | CAN    | JPN | NC       | 0    |
| 1977 | Shadow       | Shadow DN5B | Cosworth V8 |        | BRA Ki |        |        |        |       |        |        |        |        |        |        |        |        |        |        |     | NC       | 0    |